# Warstein
Warstein [ˈvɑːʃtaɪ̯n] – miasto w Niemczech, w kraju związkowym Nadrenia Północna-Westfalia, w rejencji Arnsberg, w powiecie Soest. W 2010 roku liczyło 27 170 mieszkańców.

## Współpraca
Miejscowości partnerskie:
- Beilngries, Bawaria (kontakty utrzymuje dzielnica Hirschberg)
- Hebden Royd, Anglia
- Pietrapaola, Włochy
- Saint-Pol-sur-Ternoise, Francja
- Wurzen, Saksonia